# 王全珍
王全珍（1906年—1970年），福建永定人，中国人民解放军少将。
1929年，参加中国工农红军，参加反围剿战役和长征。抗日战争时期，担任鲁西军区第16团参谋长。中华人民共和国成立后，任第四野战军后勤部第五分部副部长。1956年，任南海舰队后勤部部长、南海舰队副司令员。1961年，升为少将。